# European Rugby Champions Cup 2023-2024
European Rugby Champions Cup 2023-24 fu la 29ª edizione della massima competizione europea per club di rugby a 15, la 10ª organizzata da European Professional Club Rugby (EPCR).
Si tenne dall’8 dicembre 2023 al 25 maggio 2024 tra 24 squadre provenienti da Francia, Inghilterra, Galles, Irlanda, Scozia e Sudafrica, nel formato di quattro gironi da sei squadre ciascuno con passaggio agli ottavi delle prime quattro di ogni girone.
Fu la prima stagione in cui fu nota, per ragioni di sponsorizzazione, anche con il nome commerciale di Investec Champions Cup a seguito di accordo commerciale con l'istituto finanziario anglo-sudafricano Investec.
Le 24 squadre provennero in egual misura dai campionati inglese, francese e celtico in ragione di 8 squadre ciascuno.
La finale, per la prima volta tenutasi in uno stadio solamente calcistico, il Tottenham Hotspur Stadium di Londra, vide Tolosa aggiudicarsi il suo sesto titolo continentale battendo Leinster per 31-22 e consolidare il suo primato nel palmarès della competizione, alla testa del quale sarebbe stato affiancato se gli irlandesi avessero conquistato il titolo.
Il valore delle marcature, come stabilito da World Rugby nel 2017, è: 5 punti per ciascuna meta (7 se trasformata), 7 punti per la meta tecnica, 3 punti per la realizzazione di ciascun calcio piazzato, idem per il drop.

## Formula
I 24 club furono ripartiti in 4 gironi da 6 ciascuno e ognuno di essi incontrò in gara unica quattro delle altre cinque avversarie del girone (due incontri in casa) con le seguenti restrizioni:
- ognuno dei quattro gironi non poteva comprendere più di due club dello stesso campionato;
- in particolare, se trattavasi dell'United Rugby Championship, i due club da esso provenienti dovevano appartenere ai due gironi di cui si componeva tale torneo.
- per ogni girone, nessun club poteva giocare contro un altro club proveniente dallo stesso campionato[5].

Le prime quattro squadre di ogni girone accedettero ai play-off di Champions Cup, mentre le quattro squadre quinte classificate accedettero alla fase a play-off di Challenge Cup.
Il punteggio ai fini della classifica fu quello a bonus dell'Emisfero Sud, che per ogni partita prevede:
- 4 punti per la vittoria
- 2 punti ciascuno per il pareggio
- 0 punti per la sconfitta
- 1 punto aggiuntivo per la o le squadre che realizzino almeno 4 mete
- 1 eventuale punto per la squadra sconfitta con sette o meno punti di scarto,

mentre le discriminanti per arrivo a pari punti furono, nell'ordine, la miglior differenza punti/marcati subiti, il maggior numero di mete marcate, il minor numero di giocatori sanzionati per infrazioni disciplinari e, infine, il sorteggio.
In ordine decrescente di punteggio nel girone di provenienza, le prime quattro classificate del seeding ai sedicesimi di finale furono le vincitrici di ciascuno di tali girone; le classificate dal seeding 5 a 8 furono le seconde classificate; le terze occuparono il seeding da 9 a 12 e gli ultimi posti del seeding andarono alle quarte classificate.
Gli accoppiamenti dei sedicesimi di finale dei play-off furono:
1. seeding 1 – seeding 16
2. seeding 2 – seeding 15
3. seeding 3 – seeding 14
4. seeding 4 – seeding 13
5. seeding 5 – seeding 12
6. seeding 6 – seeding 11
7. seeding 7 – seeding 10
8. seeding 8 – seeding 9

da disputarsi in gara unica con vantaggio del campo interno per le squadre ai primi otto posti del seeding.
I quarti di finale, da tenersi in gara unica, furono predeterminati dai seguenti accoppiamenti:
1. Vincitore OF 1 – Vincitore OF 8
2. Vincitore OF 2 – Vincitore OF 7
3. Vincitore OF 3 – Vincitore OF 6
4. Vincitore OF 4 – Vincitore OF 5

Le successive semifinali furono:
1. Vincitore QF 1 – Vincitore QF 4
2. Vincitore QF 2 – Vincitore QF 3

Sia nei quarti che nelle semifinali la squadra con il miglior seeding ai play-off disputa l'incontro in casa.
La finale si tenne in gara unica al Tottenham Hotspur Stadium di Londra.

## Squadre partecipanti
| Girone A                  | Girone B                 | Girone C                  | Girone D                  |
| ------------------------- | ------------------------ | ------------------------- | ------------------------- |
| Bordeaux Bègles (Francia) | Bath (Inghilterra)       | Bayonne (Francia)         | La Rochelle (Francia)     |
| Bristol (Inghilterra)     | Cardiff Rugby (Galles)   | Exeter (Inghilterra)      | Leicester (Inghilterra)   |
| Bulls (Sudafrica)         | Harlequins (Inghilterra) | Glasgow Warriors (Scozia) | Leinster (Irlanda)        |
| Connacht (Irlanda)        | Racing 92 (Francia)      | Munster (Irlanda)         | Sale Sharks (Inghilterra) |
| Lione (Francia)           | Tolosa (Francia)         | Northampton (Inghilterra) | Stade français (Francia)  |
| Saracens (Inghilterra)    | Ulster (Irlanda)         | Tolone (Francia)          | Stormers (Sudafrica)      |

## Fase a gironi

### Girone A
|            | Incontri                   |       |
| ---------- | -------------------------- | ----- |
| 8-12-2023  | Connacht - Bordeaux-Bègles | 5-41  |
| 9-12-2023  | Bulls - Saracens           | 27-16 |
| 9-12-2023  | Bristol - Lione            | 14-3  |
| 16-12-2023 | Saracens - Connacht        | 55-36 |
| 16-12-2023 | Bordeaux-Bègles - Bristol  | 36-17 |
| 16-12-2023 | Lione - Bulls              | 29-28 |
| 13-1-2024  | Lione - Connacht           | 34-20 |
| 13-1-2024  | Bristol - Bulls            | 17-31 |
| 14-1-2024  | Bordeaux-Bègles - Saracens | 55-15 |
| 19-1-2024  | Connacht - Bristol         | 27-10 |
| 20-1-2024  | Bulls - Bordeaux-Bègles    | 46-40 |
| 20-1-2024  | Saracens - Lione           | 39-24 |

#### Classifica
| Pos | Squadra         | G | V | N | P | PF  | PS  | P±  | BP | PT |
| --- | --------------- | - | - | - | - | --- | --- | --- | -- | -- |
| A1  | Bordeaux Bègles | 4 | 3 | 0 | 1 | 172 | 83  | 89  | 5  | 17 |
| A2  | Bulls           | 4 | 3 | 0 | 1 | 132 | 102 | 30  | 3  | 15 |
| A3  | Lione           | 4 | 2 | 0 | 2 | 121 | 123 | −2  | 4  | 12 |
| A4  | Saracens        | 4 | 2 | 0 | 2 | 125 | 142 | −17 | 2  | 10 |
| A5  | Connacht        | 4 | 1 | 0 | 3 | 88  | 140 | −52 | 2  | 6  |
| A6  | Bristol         | 4 | 1 | 0 | 3 | 80  | 128 | −48 | 1  | 5  |

### Girone B
|            | Incontri               |       |
| ---------- | ---------------------- | ----- |
| 9-12-2023  | Bath - Ulster          | 37-14 |
| 9-12-2023  | Tolosa - Cardiff       | 52-7  |
| 10-12-2023 | Racing 92 - Harlequins | 28-31 |
| 16-12-2023 | Cardiff - Bath         | 32-39 |
| 16-12-2023 | Ulster - Racing 92     | 31-15 |
| 17-12-2023 | Harlequins - Tolosa    | 19-47 |
| 13-1-2024  | Cardiff - Harlequins   | 15-54 |
| 13-1-2024  | Ulster - Tolosa        | 24-48 |
| 14-1-2024  | Bath - Racing 92       | 29-25 |
| 20-1-2024  | Harlequins - Ulster    | 47-19 |
| 20-1-2024  | Racing 92 - Cardiff    | 48-26 |
| 21-1-2024  | Tolosa - Bath          | 31-19 |

#### Classifica
| Pos | Squadra       | G | V | N | P | PF  | PS  | P±   | BP | PT |
| --- | ------------- | - | - | - | - | --- | --- | ---- | -- | -- |
| B1  | Tolosa        | 4 | 4 | 0 | 0 | 178 | 69  | 109  | 4  | 20 |
| B2  | Harlequins    | 4 | 3 | 0 | 1 | 151 | 109 | 42   | 3  | 15 |
| B3  | Bath          | 4 | 3 | 0 | 1 | 124 | 102 | 22   | 3  | 15 |
| B4  | Racing 92     | 4 | 1 | 0 | 3 | 116 | 117 | −1   | 4  | 8  |
| B5  | Ulster        | 4 | 1 | 0 | 3 | 88  | 147 | −59  | 1  | 5  |
| B6  | Cardiff Rugby | 4 | 0 | 0 | 4 | 80  | 193 | −113 | 3  | 3  |

### Girone C
|            | Incontri              |       |
| ---------- | --------------------- | ----- |
| 8-12-2023  | Glasgow - Northampton | 19-28 |
| 9-12-2023  | Tolone - Exeter       | 18-19 |
| 9-12-2023  | Munster - Bayonne     | 17-17 |
| 15-12-2023 | Northampton - Tolone  | 22-19 |
| 15-12-2023 | Bayonne - Glasgow     | 11-12 |
| 17-12-2023 | Exeter - Munster      | 32-24 |
| 12-1-2024  | Northampton - Bayonne | 61-14 |
| 13-1-2024  | Exeter - Glasgow      | 19-17 |
| 13-1-2024  | Tolone - Munster      | 18-29 |
| 19-1-2024  | Glasgow - Tolone      | 29-5  |
| 20-1-2024  | Munster - Northampton | 23-26 |
| 21-1-2024  | Bayonne - Exeter      | 40-17 |

#### Classifica
| Pos | Squadra          | G | V | N | P | PF  | PS  | P±  | BP | PT |
| --- | ---------------- | - | - | - | - | --- | --- | --- | -- | -- |
| C1  | Northampton      | 4 | 4 | 0 | 0 | 137 | 75  | 62  | 2  | 18 |
| C2  | Exeter           | 4 | 3 | 0 | 1 | 87  | 99  | −12 | 1  | 13 |
| C3  | Glasgow Warriors | 4 | 2 | 0 | 2 | 77  | 63  | 14  | 2  | 10 |
| C4  | Munster          | 4 | 1 | 1 | 2 | 93  | 93  | 0   | 3  | 9  |
| C5  | Bayonne          | 4 | 1 | 1 | 2 | 82  | 107 | −25 | 2  | 8  |
| C6  | Tolone           | 4 | 0 | 0 | 4 | 60  | 99  | −39 | 2  | 2  |

### Girone D
|            | Incontri                     |       |
| ---------- | ---------------------------- | ----- |
| 10-12-2023 | Sale Sharks - Stade français | 28-5  |
| 10-12-2023 | La Rochelle - Leinster       | 9-16  |
| 10-12-2023 | Leicester - Stormers         | 35-26 |
| 16-12-2023 | Stormers - La Rochelle       | 21-20 |
| 16-12-2023 | Leinster - Sale Sharks       | 37-27 |
| 17-12-2023 | Stade français - Leicester   | 24-27 |
| 13-1-2024  | Leinster - Stade français    | 43-7  |
| 13-1-2024  | Stormers - Sale Sharks       | 31-24 |
| 14-1-2024  | La Rochelle - Leicester      | 45-12 |
| 20-1-2024  | Leicester - Leinster         | 10-27 |
| 20-1-2024  | Stade français - Stormers    | 20-24 |
| 21-1-2024  | Sale Sharks - La Rochelle    | 24-37 |

#### Classifica
| Pos | Squadra        | G | V | N | P | PF  | PS  | P±  | BP | PT |
| --- | -------------- | - | - | - | - | --- | --- | --- | -- | -- |
| D1  | Leinster       | 4 | 4 | 0 | 0 | 123 | 53  | 70  | 3  | 19 |
| D2  | Stormers       | 4 | 3 | 0 | 1 | 102 | 99  | 3   | 2  | 14 |
| D3  | La Rochelle    | 4 | 2 | 0 | 2 | 111 | 73  | 38  | 4  | 12 |
| D4  | Leicester      | 4 | 2 | 0 | 2 | 84  | 122 | −38 | 1  | 9  |
| D5  | Sale Sharks    | 4 | 1 | 0 | 3 | 103 | 110 | −7  | 2  | 6  |
| D6  | Stade français | 4 | 0 | 0 | 4 | 56  | 122 | −66 | 2  | 2  |

## Seedingdelle squadre qualificate
| Pos | Squadra          | G | V | N | P | PF  | PS  | DP   | BMP | Pt |
| --- | ---------------- | - | - | - | - | --- | --- | ---- | --- | -- |
| 1   | Tolosa           | 4 | 4 | 0 | 0 | 178 | 69  | +109 | 4   | 20 |
| 2   | Leinster         | 4 | 4 | 0 | 0 | 123 | 53  | +70  | 3   | 19 |
| 3   | Northampton      | 4 | 4 | 0 | 0 | 137 | 75  | +62  | 2   | 18 |
| 4   | Bordeaux Bègles  | 4 | 3 | 0 | 1 | 172 | 83  | +89  | 5   | 17 |
| 5   | Harlequins       | 4 | 3 | 0 | 1 | 151 | 109 | +42  | 3   | 15 |
| 6   | Bulls            | 4 | 3 | 0 | 1 | 132 | 102 | +30  | 3   | 15 |
| 7   | Stormers         | 4 | 3 | 0 | 1 | 102 | 99  | +3   | 2   | 14 |
| 8   | Exeter           | 4 | 3 | 0 | 1 | 87  | 99  | −12  | 1   | 13 |
| 9   | Bath             | 4 | 3 | 0 | 1 | 124 | 102 | +22  | 3   | 15 |
| 10  | La Rochelle      | 4 | 2 | 0 | 2 | 111 | 73  | +38  | 4   | 12 |
| 11  | Lione            | 4 | 2 | 0 | 2 | 121 | 123 | −2   | 4   | 12 |
| 12  | Glasgow Warriors | 4 | 2 | 0 | 2 | 77  | 63  | +14  | 2   | 10 |
| 13  | Saracens         | 4 | 2 | 0 | 2 | 125 | 142 | −17  | 2   | 10 |
| 14  | Munster          | 4 | 1 | 1 | 2 | 93  | 93  | 0    | 3   | 9  |
| 15  | Leicester        | 4 | 2 | 0 | 2 | 84  | 122 | −38  | 1   | 9  |
| 16  | Racing 92        | 4 | 1 | 0 | 3 | 116 | 117 | −1   | 4   | 8  |

## Play-off
|  | Ottavi di finale | Ottavi di finale | Ottavi di finale |             |                 | Quarti di finale | Quarti di finale | Quarti di finale |  |  | Semifinali | Semifinali | Semifinali |  |  | Finale | Finale | Finale |  |
|  |                  |                  |                  |             |                 |                  |                  |                  |  |  |            |            |            |  |  |        |        |        |  |
|  | 1                | Tolosa           | 31               |             |                 |                  |                  |                  |  |  |            |            |            |  |  |        |        |        |  |
|  | 1                | Tolosa           | 31               |             |                 |                  |                  |                  |  |  |            |            |            |  |  |        |        |        |  |
|  | 16               | Racing 92        | 7                |             |                 |                  |                  |                  |  |  |            |            |            |  |  |        |        |        |  |
|  | 16               | Racing 92        | 7                |             | Tolosa          | Tolosa           | 64               |                  |  |  |            |            |            |  |  |        |        |        |  |
|  |                  |                  |                  |             | Tolosa          | Tolosa           | 64               |                  |  |  |            |            |            |  |  |        |        |        |  |
|  |                  |                  | Exeter           | Exeter      | 26              |                  |                  |                  |  |  |            |            |            |  |  |        |        |        |  |
|  | 8                | Exeter           | Exeter           | Exeter      | 26              | 21               |                  |                  |  |  |            |            |            |  |  |        |        |        |  |
|  | 8                | Exeter           |                  |             |                 |                  |                  |                  |  |  |            |            |            |  |  |        |        |        |  |
|  | 9                | Bath             | 15               |             |                 |                  |                  |                  |  |  |            |            |            |  |  |        |        |        |  |
|  | 9                | Bath             | 15               |             | Tolosa          | Tolosa           | 38               |                  |  |  |            |            |            |  |  |        |        |        |  |
|  |                  |                  |                  |             |                 |                  |                  |                  |  |  |            |            |            |  |  |        |        |        |  |
|  |                  |                  | Harlequins       | Harlequins  | 26              |                  |                  |                  |  |  |            |            |            |  |  |        |        |        |  |
|  | 4                | Bordeaux Bègles  | Harlequins       | Harlequins  | 26              | 45               |                  |                  |  |  |            |            |            |  |  |        |        |        |  |
|  | 4                | Bordeaux Bègles  |                  |             |                 |                  |                  |                  |  |  |            |            |            |  |  |        |        |        |  |
|  | 13               | Saracens         | 12               |             |                 |                  |                  |                  |  |  |            |            |            |  |  |        |        |        |  |
|  | 13               | Saracens         | 12               |             | Bordeaux Bègles | Bordeaux Bègles  | 41               |                  |  |  |            |            |            |  |  |        |        |        |  |
|  |                  |                  |                  |             | Bordeaux Bègles | Bordeaux Bègles  | 41               |                  |  |  |            |            |            |  |  |        |        |        |  |
|  |                  |                  | Harlequins       | Harlequins  | 42              |                  |                  |                  |  |  |            |            |            |  |  |        |        |        |  |
|  | 5                | Harlequins       | Harlequins       | Harlequins  | 42              | 28               |                  |                  |  |  |            |            |            |  |  |        |        |        |  |
|  | 5                | Harlequins       |                  |             |                 |                  |                  |                  |  |  |            |            |            |  |  |        |        |        |  |
|  | 12               | Glasgow Warriors | 24               |             |                 |                  |                  |                  |  |  |            |            |            |  |  |        |        |        |  |
|  | 12               | Glasgow Warriors | 24               |             | Tolosa          | Tolosa           | 31               |                  |  |  |            |            |            |  |  |        |        |        |  |
|  |                  |                  |                  |             |                 |                  |                  |                  |  |  |            |            |            |  |  |        |        |        |  |
|  |                  |                  | Leinster         | Leinster    | 22              |                  |                  |                  |  |  |            |            |            |  |  |        |        |        |  |
|  | 2                | Leinster         | Leinster         | Leinster    | 22              | 36               |                  |                  |  |  |            |            |            |  |  |        |        |        |  |
|  | 2                | Leinster         |                  |             |                 |                  |                  |                  |  |  |            |            |            |  |  |        |        |        |  |
|  | 15               | Leicester        | 22               |             |                 |                  |                  |                  |  |  |            |            |            |  |  |        |        |        |  |
|  | 15               | Leicester        | 22               |             | Leinster        | Leinster         | 40               |                  |  |  |            |            |            |  |  |        |        |        |  |
|  |                  |                  |                  |             | Leinster        | Leinster         | 40               |                  |  |  |            |            |            |  |  |        |        |        |  |
|  |                  |                  | La Rochelle      | La Rochelle | 13              |                  |                  |                  |  |  |            |            |            |  |  |        |        |        |  |
|  | 7                | Stormers         | La Rochelle      | La Rochelle | 13              | 21               |                  |                  |  |  |            |            |            |  |  |        |        |        |  |
|  | 7                | Stormers         |                  |             |                 |                  |                  |                  |  |  |            |            |            |  |  |        |        |        |  |
|  | 10               | La Rochelle      | 22               |             |                 |                  |                  |                  |  |  |            |            |            |  |  |        |        |        |  |
|  | 10               | La Rochelle      | 22               |             | Leinster        | Leinster         | 20               |                  |  |  |            |            |            |  |  |        |        |        |  |
|  |                  |                  |                  |             |                 |                  |                  |                  |  |  |            |            |            |  |  |        |        |        |  |
|  |                  |                  | Northampton      | Northampton | 17              |                  |                  |                  |  |  |            |            |            |  |  |        |        |        |  |
|  | 3                | Northampton      | Northampton      | Northampton | 17              | 24               |                  |                  |  |  |            |            |            |  |  |        |        |        |  |
|  | 3                | Northampton      |                  |             |                 |                  |                  |                  |  |  |            |            |            |  |  |        |        |        |  |
|  | 14               | Munster          | 14               |             |                 |                  |                  |                  |  |  |            |            |            |  |  |        |        |        |  |
|  | 14               | Munster          | 14               |             | Northampton     | Northampton      | 59               |                  |  |  |            |            |            |  |  |        |        |        |  |
|  |                  |                  |                  |             | Northampton     | Northampton      | 59               |                  |  |  |            |            |            |  |  |        |        |        |  |
|  |                  |                  | Bulls            | Bulls       | 22              |                  |                  |                  |  |  |            |            |            |  |  |        |        |        |  |
|  | 6                | Bulls            | Bulls            | Bulls       | 22              | 59               |                  |                  |  |  |            |            |            |  |  |        |        |        |  |
|  | 6                | Bulls            |                  |             |                 |                  |                  |                  |  |  |            |            |            |  |  |        |        |        |  |
|  | 11               | Lione            | 19               |             |                 |                  |                  |                  |  |  |            |            |            |  |  |        |        |        |  |

### Ottavi di finale
| Arbitro: | Tual Trainini |

|                                                   |      |                                    |
| Esterhuizen 22’ M. Smith 33’ Murley 41’ Riley 75’ | mt   | 2’ Cummings 49’ Matthews 52’ Horne |
| M. Smith 22’, 33’, 41’, 75’                       | tr   | 2’, 49’, 52’ Horne                 |
|                                                   | c.p. | 59’ Horne                          |

| Arbitro: | Luke Pearce |

| |    |                                        |
| S. de Klerk 12’, 77’ Papier 20’, 53’ M. Coetzee 27’ Vermaak 33’ W. le Roux 48’ Kriel 67’ C. Smith 71’ | mt | 30’ Page-Relo 46’ tecnica 55’ Abrahams |
| J. Goosen 12’, 20’, 27’, 33’, 53’ C. Smith 67’, 71’                                                   | tr | 30’ Jackson                            |

| Arbitro: | Matthew Carley |

|                                 |      |                                      |
| H. Jantjies 27’ Hartzenberg 79’ | mt   | 49’ Penverne 61’ Alldritt 68’ Sclavi |
| Libbok 27’                      | tr   | 49’, 61’ Hastoy                      |
| Libbok 3’, 22’, 45’             | c.p. | 54’ Hastoy                           |

| Arbitro: | Luc Ramos |

|                                    |      |                            |
| Vintcent 22’ Fisilau 55’ Roots 65’ | mt   | 20’ T. du Toit 27’ T. Hill |
| Slade 22’, 55’, 65’                | tr   | 27’ Spencer                |
|                                    | c.p. | 48’ Spencer                |

| Arbitro: | Frank Murphy |

|                                                             |      |                             |
| García 36’, 48’ Depoortère 60’, 66’ Bielle-Biarrey 63’, 75’ | mt   | 71’ Lewington 78’ T. Willis |
| Lucu 36’, 48’, 60’, 66’ García 66’, 75’                     | tr   | 78’ Al. Goode               |
| Lucu 29’                                                    | c.p. |                             |

| Arbitro: | Pierre Brousset |

|                                                 |      |                                    |
| Gibson-Park 12’, 23’, 29’ Henshaw 49’ Conan 71’ | mt   | 4’ Pollard 45’ J. Cronin 75’ Clare |
| R. Byrne 12’, 23’, 49’ H. Byrne 71’             | tr   | 4’, 75’ Pollard                    |
| R. Byrne 9’                                     | c.p. | 28’ Pollard                        |

| Arbitro: | Mike Adamson |

|                                    |    |                          |
| Ramm 9’ Freeman 35’ Hendy 60’, 72’ | mt | 14’ S. O’Brien 27’ Haley |
| F. Smith 9’, 35’                   | tr | 14’, 27’ Crowley         |

| Arbitro: | Karl Dickson |

|                                                     |    |            |
| Mauvaka 5’ Lebel 33’ Costes 55’ Ahki 68’ Roumat 80’ | mt | 74’ Arous  |
| Kinghorn 55’, 68’, 80’                              | tr | 74’ Tedder |

### Quarti di finale
| Arbitro: | Andrea Piardi |

|                                                                      |      |                                                                   |
| Lucu 19’ Buros 24’ Depoortère 42’ Bielle-Biarrey 59’ Tambwe 64’, 75’ | mt   | 2’, 29’ Porter 8’ tecnica 40’ W. Evans 56’ Dombrandt 71’ T. Green |
| Lucu 24’, 42’, 59’, 64’                                              | tr   | 2’, 29’, 40’, 56’, 71’ M. Smith                                   |
| Lucu 52’                                                             | c.p. |                                                                   |

| Arbitro: | Karl Dickson |

|                                                     |      |                 |
| Lowe 16’, 60’ Gibson-Park 37’ Baird 42’ Sheehan 56’ | mt   | 43’ Penverne    |
| R. Byrne 16’, 37’, 42’                              | tr   | 43’ Hastoy      |
| R. Byrne 7’, 27’, 31’                               | c.p. | 19’, 28’ Hastoy |

| Arbitro: | Mathieu Raynal |

|                                                                                                |      |                                               |
| Ramm 10’, 47’ Lawes 15’ Sleightholme 20’ Mitchell 24’, 67’ Coles 40’ Dingwall 50’ Augustus 72’ | mt   | 13’ Hanekom 31’ A. v.d. Merwe 35’ S. de Klerk |
| F. Smith 10’, 15’, 20’, 24’, 40’, 50’, 67’                                                     | tr   | 13’, 35’ C. Smith                             |
|                                                                                                | c.p. | 17’ C. Smith                                  |

| Arbitro: | Chris Busby |

|                                                                                     |      |                         |
| Ntamack 7’ J. Willis 31’ Kinghorn 47’, 55’ Ahki 50’, 74’ Dupont 57’ Mallía 66’, 78’ | mt   | 16’ Roots 61’ Wimbush   |
| Kinghorn 7’, 31’, 47’, 50’, 55’ Ramos 57’, 66’, 78’                                 | tr   | 16’, 61’ Slade          |
| Kinghorn 20’                                                                        | c.p. | 5’, 12’, 28’, 43’ Slade |

### Semifinali
| Arbitro: | Mathieu Raynal |

|                    |      |                        |
| Lowe 10’, 14’, 43’ | mt   | 58’ Hendy 74’ Seabrook |
| R. Byrne 10’       | tr   | 58’, 74’ F. Smith      |
| R. Byrne 29’       | c.p. | 39’ F. Smith           |

| Arbitro: | Andrew Brace |

|                                                             |    |                                                |
| Lebel 3’ Mauvaka 17’ Flament 26’ Dupont 32’, 36’ Mallía 67’ | mt | 13’ M. Smith 23’ W. Evans 45’ Murley 52’ Green |
| Kinghorn 17’, 32’, 36’ Ramos 67’                            | tr | 13’, 45’, 52’ Smith                            |

### Finale
| Arbitro: | Matthew Carley |

| |              | |
| v.d. Flier 90+3’ | mt           | 82’ Lebel |
| Frawley 90+3’ | tr           | 82’ Ramos |
| R. Byrne 18’, 43’, 46’, 65’ Frawkey 77’ | c.p.         | 4’, 7’, 36’, 57’ Kinghorn 70’, 88’, 92’, 95’ Ramos |
| · Keenan · Larmour · Henshaw · Osborne · 81-91’ Lowe · 69’ Byrne · Gibson-Park · Doris · 44’ Connors · 59’ Baird · 40’ Jenkins · McCarthy · 69’ Furlong · 69’ Sheehan · 92’ 91’ 88’ Porter | Formazioni   | · Kinghorn · Mallía 92’ · Costes 57’ · Ahki 22’ · Lebel · Ntamack · Dupont · Roumat · Cros 68’ 92’ · Willis · Meafou 54’ 80’ 92’ · Flament · Aldegheri 54’ · Mauvaka 54’ 95’ · Baille 57’ |
| · 69’ Kelleher · 92’ 91’ 88’ Healy · 69’ Ala‘alatoa · 40’ Ryan · 59’ Conan · McGrath · 69’ Frawley · 44’ v.d. Flier                                                                        | Sostituzioni | · Marchand 54’ 95’ · Neti 57’ · Merkler 54’ · Arnold 89’ 54’ · Brennan 68’ 80’ · Graou 92’ · Chocobares 22’ · Ramos 57’                                                                   |
| Leo Cullen | Allenatori   | Ugo Mola |